# Marius Jacob
Alexandre Marius Jacob, född 29 september 1879 i Marseille, död 28 augusti 1954, var en fransk anarkist och illegalist som under la belle époque mellan sekelskiftet 1900 och första världskriget förövade Robin Hood-dåd. Han blev därmed sinnebilden för ”gentlemannatjuven” och flera filmer kom att göras på detta tema.
Under flera år ledde han ligan ”Nattens arbetare”, som utförde inte mindre än 150 stölder från rika privatpersoner runt om i Frankrike. Inget våld var tillåtet, och dem man stal från ansågs av ligan vara kapitalistiska parasiter. Den anarkistiska rörelsen stod vanligen som mottagare. Marius Jacob uppfann rififikuppen, det vill säga konsten att ta sig in genom taket från en angränsande lägenhet.
I sitt försvarstal inför rätten i Somme den 8 mars 1905, ”Varför jag stal”, sade han:
| ”                                  | [...] Varje människa äger tillträde till livets bankett. Rätten att leva tigger man inte om – den tar man sig. [...] | „ |
| – Marius Jacob, ”Varför jag stal”, | |   |

Han dömdes den 22 mars 1905. Efter detta datum namngav långt senare anarkisten Daniel Cohn-Bendit "Mouvement du 22 mars" som var aktiv under majrevolten 1968.
Efter avtjänat straffarbete på Djävulsön i Guyana, som han försökte rymma från vid 17 tillfällen, engagerade han sig i tidningen Libertaire bland annat för Sacco och Vanzetti och mot utlämningen av Buenaventura Durruti. Han deltog i Spanska inbördeskriget 1936 och i franska motståndsrörelsen under nazisternas ockupation av Frankrike.